# Attila Kerekes
Attila Kerekes (Budapeste, 4 de abril de 1954) é um ex-futebolista profissional húngaro que atuava como defensor.

## Carreira
Attila Kerekes fez parte do elenco da Seleção Húngara de Futebol, da Copa de 1982.